# Tim Tramnitz
Tim Tramnitz, né le 16 novembre 2004 à Hambourg, est un pilote automobile allemand. 

## Biographie

### Karting
Tim Tramnitz débute le karting en 2011 dans les compétitions locales. Après avoir gagné le championnat régional basé à Hambourg en 2013 et le championnat d'Allemagne du Nord en 2014, il accède aux compétitions nationales où il remporte son seul et unique titre dans l'ADAC Kart Academy Series en 2017. Il devient grâce à ce titre, un protégé de l'ADAC Stiftung Sport et reste en karting jusqu'en fin d'année 2019,.

### Formule 4 italienne

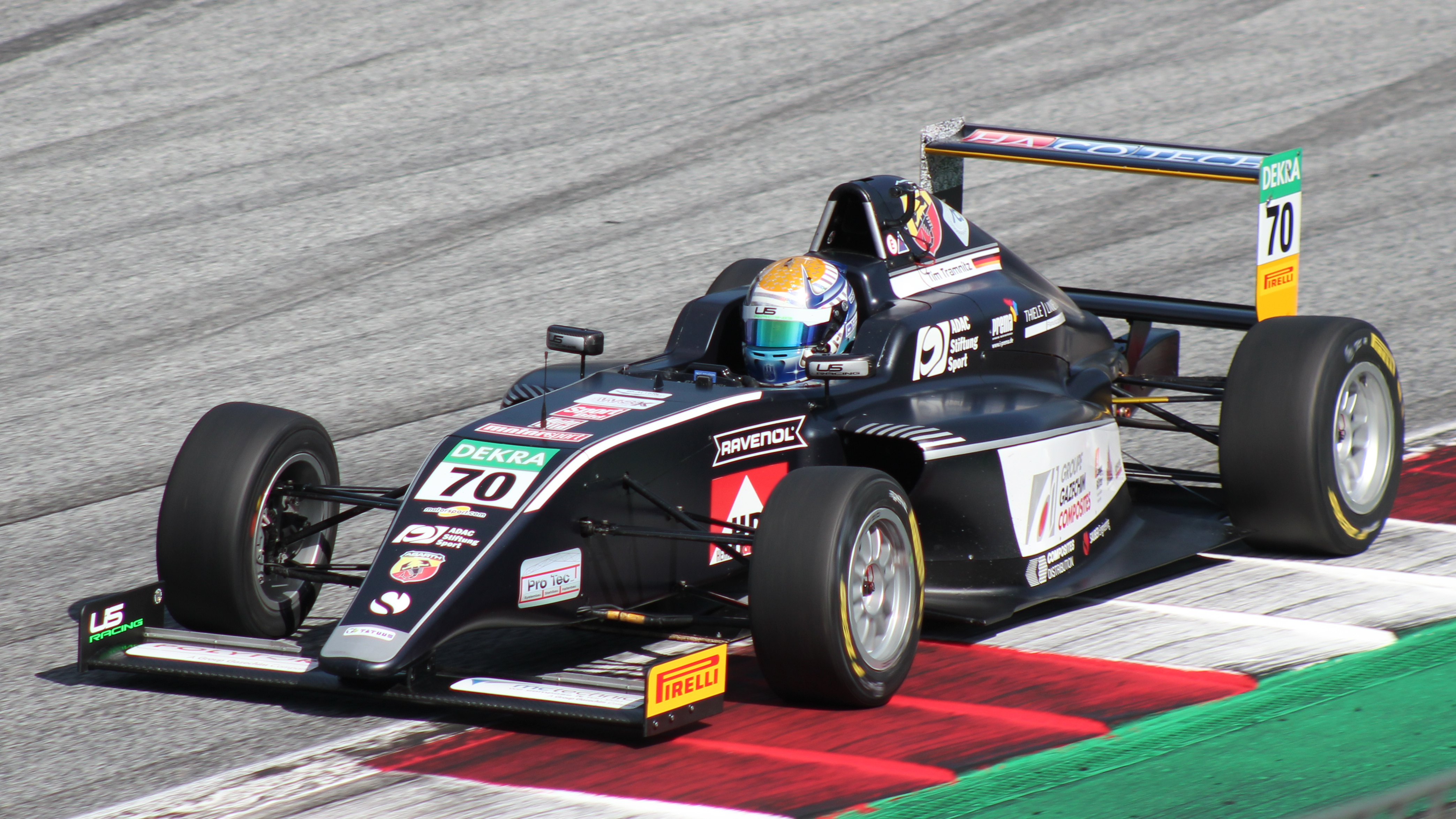
Tim Tramnitz en Formule 4 italienne en 2021 à Spielberg.

Après avoir testé une Formule 4 pour la première fois en 2019, Tramnitz annonce qu'il fera ses débuts dans la discipline en 2020 dans le cadre du championnat allemand au sein de l'écurie US Racing,. Il termine toutes les courses dans les points, à l'exception d'une, monte à six reprises sur le podium, et remporte sa première victoire dans le championnat lors de la dernière course de la saison à Oschersleben. Il se classe quatrième du championnat avec 226 points, et décroche le titre de meilleur rookie,.
En 2021, il continue dans le championnat allemand et participe également au championnat italien, toujours avec US Racing. En Italie, il remporte 4 victoires au Castellet et au Red Bull Ring, monte neuf fois sur le podium et termine vice-champion avec 232 points. En Allemagne, il remporte cinq victoires, monte neuf fois sur le podium et termine également vice-champion avec 269 points,. Il est battu par Oliver Bearman dans les deux championnats, étant notamment contraint de manquer deux meetings en Italie.

### Formule Régionale

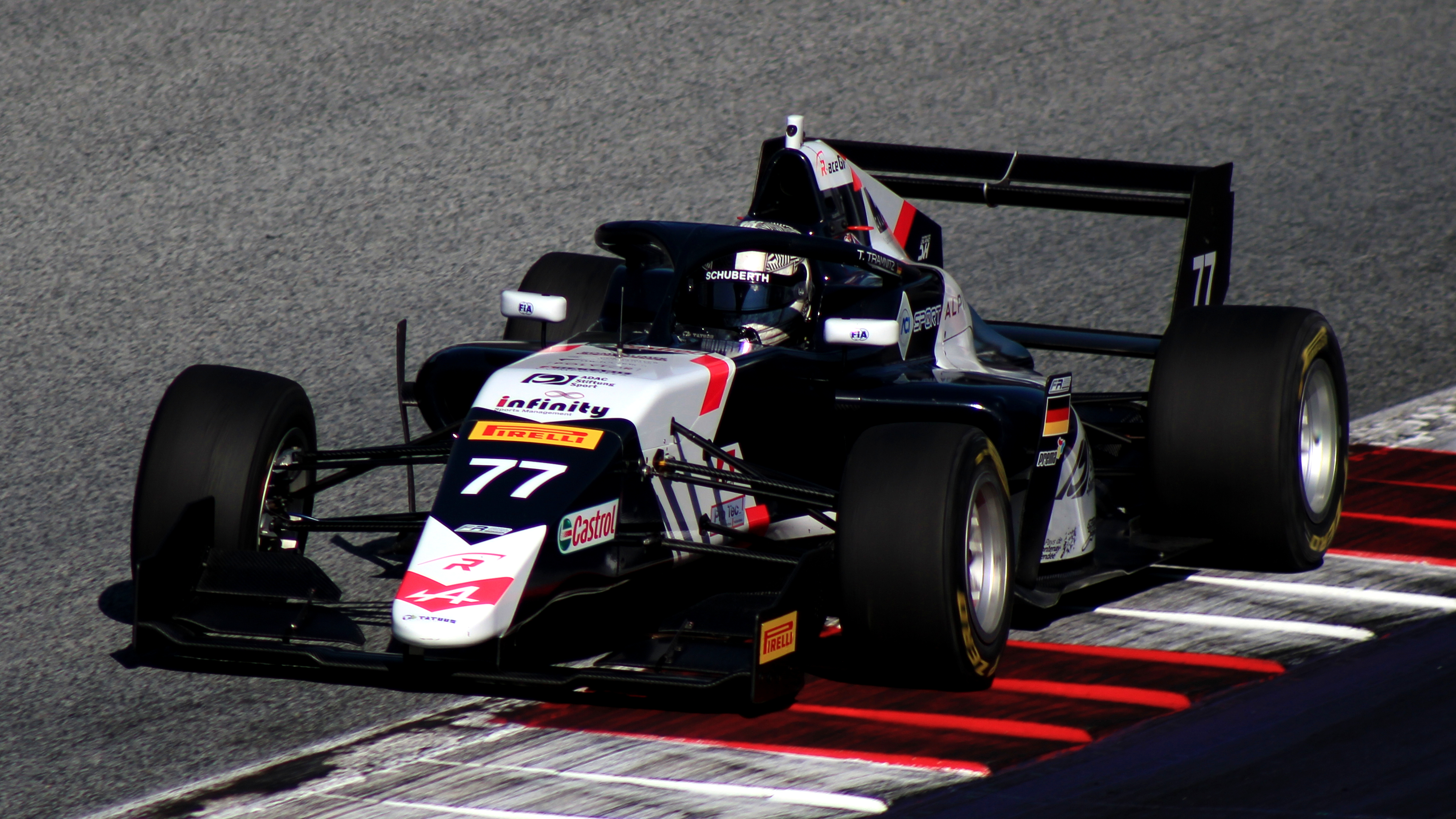
Tim Tramnitz en Formule Régionale en 2023 à Spielberg.

En 2022, Tramnitz passe en Formule Régionale Europe et signe avec l'écurie Trident Racing,. Il termine dans les points à huit reprises, et obtient une quatrième place sur le Hungaroring pour meilleur résultat. Il termine seizième avec 35 points, loin de ses coéquipiers Leonardo Fornaroli et Roman Bilinski.
Durant l'hiver, il participe au Championnat du Moyen-Orient de Formule Régionale en rejoignant cette fois R-ace GP, où il fait notamment équipe avec Nikhil Bohra. Il ne termine à la vingtième place du championnat avec 14 points. Pour sa saison européenne, il court également avec R-ace GP. Il effectue également les essais rookie en Formule E en avril 2023. Il remporte trois victoires au cours de la saison, dont deux lors de la manche du Red Bull Ring, et monte à dix reprises sur le podium. Il se classe troisième du championnat, juste derrière son coéquipier Martinius Stenshorne. En marge de la dernière manche, il annonce son arrivée au sein du Red Bull Junior Team.
Le 1er juillet 2023, dans l'avant-dernier tour de la deuxième course de la manche de Spa-Francorchamps, il perd le contrôle de sa voiture à la sortie du Raidillon de l'Eau Rouge et termine dans le mur. Cet accident provoque une collision en chaine qui implique plusieurs pilotes, dont le néerlandais Dilano van't Hoff. Ce dernier décède dans l'accident.

### Euroformula Open
En parallèle de sa saison en Formule Régionale, Tramnitz participe également à l'Euroformula Open avec l'écurie CryptoTower Racing. Il ne participe cependant qu'à la première manche disputée à Estoril. Il monte sur le podium lors des trois courses et se classe finalement douzième du championnat avec 55 points.

### Formule 3 FIA

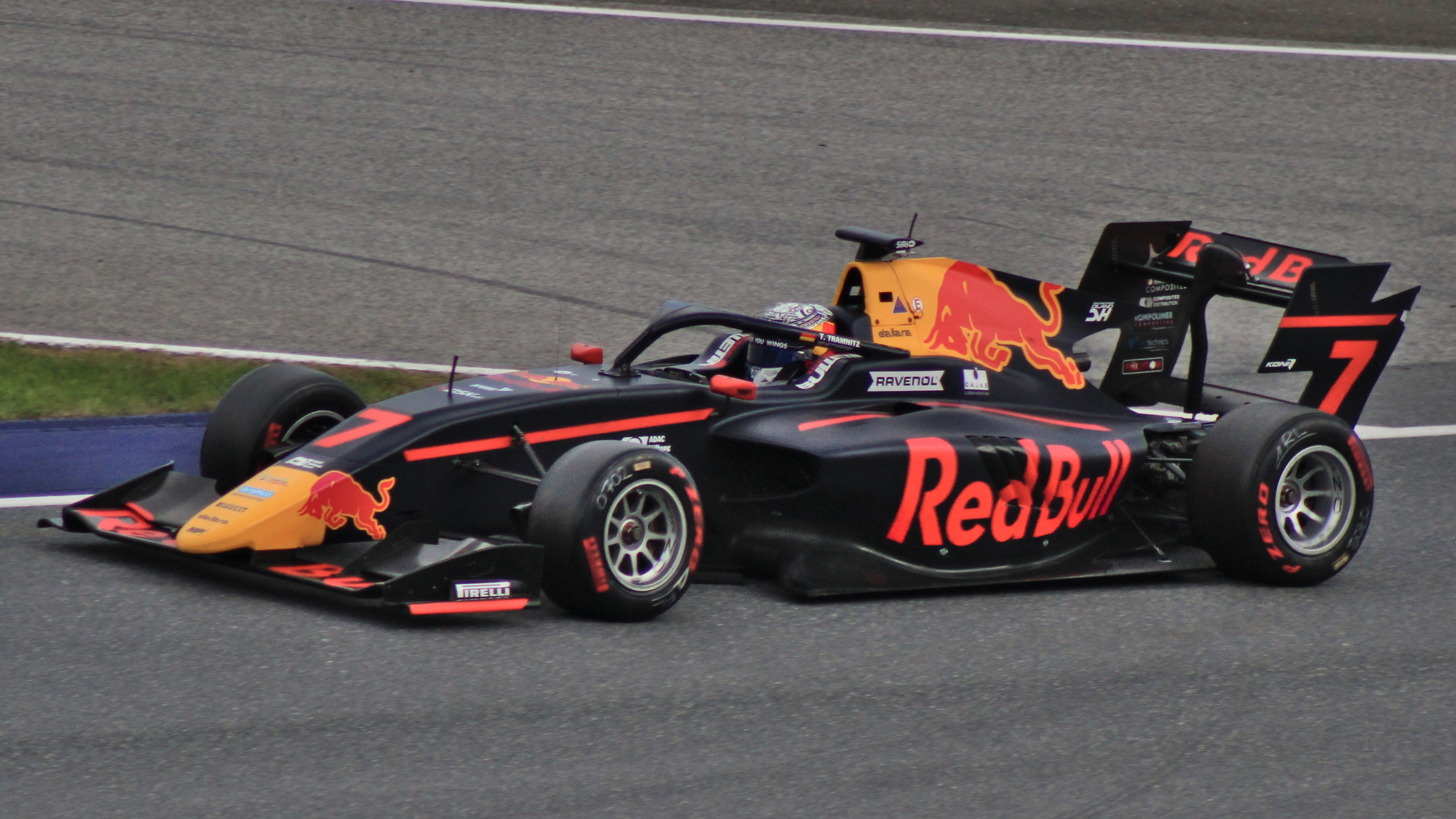
Tim Tramnitz en Formule 3 FIA en 2024 à Spielberg.

En octobre 2023, Tramnitz participe aux essais d'après-saison de la Formule 3 FIA avec MP Motorsport,. Le 17 janvier 2024, l'écurie annonce sa titularisation pour la saison 2024. Lors du premier week-end de course se déroulant sur le circuit de Sakhir, l'Allemand termine cinquième de la course sprint. Le lendemain il monte sur le podium avec une troisième place. Il ne marque pas de points en Australie, mais à Imola, il obtient une deuxième place lors de la course sprint, derrière son compatriote Oliver Goethe. Il échoue cependant le lendemain à finir dans les points. À Monaco, il termine à nouveau deuxième de la course sprint. Lors du dernier week-end de la saison, à Monza, il remporte la course sprint devant Santiago Ramos et son coéquipier Alex Dunne.

## Carrière

### Résultats en monoplace
| Saison | Championnat                          | Écurie             | Courses | Victoires | Pole positions | Meilleurs tours | Podiums | Points | Classement |
| ------ | ------------------------------------ | ------------------ | ------- | --------- | -------------- | --------------- | ------- | ------ | ---------- |
| 2020   | Championnat d'Allemagne de Formule 4 | US Racing          | 21      | 1         | 0              | 0               | 6       | 226    | 4e         |
| 2020   | Championnat d'Italie de Formule 4    | US Racing          | 2       | 0         | 0              | 0               | 0       | 4      | 24e        |
| 2021   | Championnat d'Allemagne de Formule 4 | US Racing          | 18      | 5         | 5              | 2               | 9       | 269    | 2e         |
| 2021   | Championnat d'Italie de Formule 4    | US Racing          | 15      | 4         | 2              | 2               | 9       | 232    | 2e         |
| 2022   | Formule Régionale Europe             | Trident Racing     | 20      | 0         | 0              | 0               | 0       | 35     | 15e        |
| 2023   | Formule Régionale Moyen Orient       | R-ace GP           | 6       | 0         | 0              | 0               | 0       | 14     | 20e        |
| 2023   | Formule Régionale Europe             | R-ace GP           | 20      | 3         | 4              | 1               | 10      | 239    | 3e         |
| 2023   | Euroformula Open                     | CryptoTower Racing | 3       | 0         | 0              | 2               | 3       | 55     | 12e        |
| 2024   | Formule 3 FIA                        | MP Motorsport      | 20      | 1         | 0              | 0               | 4       | 81     | 9e         |
| 2025   | Formule 3 FIA                        | MP Motorsport      | 17      | 1         | 0              | 0               | 3       | 93     | 4e         |